# SV Wermelskirchen
Der SV Wermelskirchen (offiziell: Sport-Verein 09 Wermelskirchen e. V.) war ein Sportverein aus Wermelskirchen im Rheinisch-Bergischen Kreis. Die erste Fußballmannschaft spielte ein Jahr in der damals drittklassigen Oberliga Nordrhein.

## Geschichte
Der Verein wurde am 26. Mai 1909 als FC Wermelskirchen gegründet und benannte sich im Jahre 1918 in SV Wermelskirchen 09 um. Im Jahre 1929 schloss sich der ebenfalls 1909 gegründete Verein Rasensport Wermelskirchen 09 dem SV an. Am 6. Mai 2003 fusionierte der SV 09 Wermelskirchen mit dem am 1. Juni 1935 gegründeten Verein TuRu Wermelskirchen zum SV 09/35 Wermelskirchen.
Nachdem die Fußballer über Jahrzehnte nur auf lokaler Ebene spielten gelang im Jahre 1982 der Aufstieg in die Verbandsliga Niederrhein. Drei Jahre später sicherte sich die Mannschaft die Vizemeisterschaft hinter Hamborn 07. Im Jahre 1988 wurden die Wermelskirchener Meister der Verbandsliga und stiegen in die Oberliga auf. Als Vorletzter der Saison 1988/89 stieg die Mannschaft prompt wieder ab. Zurück in der Verbandsliga hielt sich die Mannschaft noch für einige Jahre im Mittelfeld der Liga, ehe 1995 der Abstieg in die Landesliga folgte. Im Jahre 1998 gelang der Wiederaufstieg in die Verbandsliga, dem zwei Jahre später der erneute Abstieg in die Landesliga folgte.

## Persönlichkeiten
- Horst Dreher
- Paul Grischok
- Thomas Kleine
- Gerd Kühn
- Tayfun Pektürk
- Rainer Wolff
- Maciej Zięba

## Nachfolgeverein SV 09/35 Wermelskirchen
Nach der Fusion im Jahre 2003 startete der SV 09/35 in der Landesliga, musste aber auf Anhieb absteigen. Im Jahre 2006 gelang der Wiederaufstieg, wobei die Wermelskirchener in den folgenden Jahren stets gegen den Abstieg kämpften. Im Jahre 2010 stieg die Mannschaft dann in die Bezirksliga und fünf Jahre später in die Kreisliga A ab. In der Spielzeit 2016/17 gelang der Wiederaufstieg in die Bezirksliga, dem zwei Jahre später die Rückkehr in die Landesliga folgte. Im Jahre 2024 ging es wieder runter in die Bezirksliga.